# Richard McBride (Spezialeffektkünstler)
Richard „Rich“ McBride ist ein Spezialeffektkünstler, der 2016 für den Oscar in der Kategorie Beste visuelle Effekte nominiert wurde.

## Leben
Er studierte an der American University in Washington, D.C. und der San Francisco State University und machte seinen Bachelor of Arts im Bereich Film und Animation. Anschließend war er für das Computerspielunternehmen Rocket Science Games tätig, wo er sich seine Kenntnisse mit Computern aneignete. Es folgte ab 2009 die Tätigkeit bei Industrial Light & Magic als digitaler Nachbearbeiter an Filmen wie Transformers: Ära des Untergangs.
Er war zwei Jahre in London bei Framestore tätig, wo er an Gravity mitwirkte. Anschließend ging er zurück in die Vereinigten Staaten zu Industrial Light & Magic, wo er zuerst wieder als digitaler Nachbearbeiter und später als VFX Supervisor tätig war.
2016 wurde er zusammen mit Matt Shumway, Jason Smith und Cameron Waldbauer für seine Arbeit an The Revenant – Der Rückkehrer für den Oscar in der Kategorie Beste visuelle Effekte nominiert.

## Filmografie (Auswahl)
- 2002: Scooby-Doo
- 2003: Matrix Reloaded
- 2003: Matrix Revolutions
- 2003: Terminator 3 – Rebellion der Maschinen (Terminator 3: Rise of the Machines)
- 2004: Blade: Trinity
- 2004: Scooby Doo 2 – Die Monster sind los (Scooby Doo 2: Monsters Unleashed)
- 2005: The Producers
- 2005: Fantastic Four
- 2006: Happy Feet
- 2006: Poseidon
- 2006: World Trade Center
- 2007: Fantastic Four: Rise of the Silver Surfer
- 2008: The Spirit
- 2009: Avatar – Aufbruch nach Pandora (Avatar)
- 2009: Chi bi: Jue zhan tian xia
- 2009: Disneys Eine Weihnachtsgeschichte (A Christmas Carol)
- 2009: Transformers – Die Rache (Transformers: Revenge of the Fallen)
- 2010: Die Lincoln Verschwörung (The Conspirator)
- 2013: Gravity
- 2013: Lone Ranger (The Lone Ranger)
- 2013: Pacific Rim
- 2015: The Revenant – Der Rückkehrer (The Revenant)